# 広島市豪雨災害伝承館
広島市豪雨災害伝承館（ひろしましごううさいがいでんしょうかん）は、広島県広島市安佐南区八木に所在する防災拠点。
2階部分は平成26年8月豪雨に関する資料館となっている。

## 概要
2014年（平成26年）の8月に発生した豪雨による災害などの自然災害から得られた教訓や知識を伝承し、広島市民の防災意識の高揚や、地域の防災活動の促進などといった、防災まちづくりの推進を図ることを目的に広島市豪雨災害伝承館条例に基づき広島市が設置した。市の指定管理者となった梅林学区復興まちづくり協議会が管理している。
建物は公園の一角にあり、鉄筋コンクリート（地上2階・塔屋1階）で出来ている。建築面積は311.53 m2で、延べ床面積は496.41 m2である。事業費は総額4億円。
建物2階の展示エリアでは、パネル展示や災害の再現CGで被害の様子や土砂災害のメカニズム、備えのポイントなどを解説している。防災について学ぶ研修室も設けられており、被災者や外部講師による防災講座も行われる。
また、段ボールベッドや簡易トイレなどを備蓄している他、隣接する公園には、かまどの機能を持った「かまどベンチ」が設置されるなど地域の避難場所の機能も備えている。

## 沿革
被災した地元住民が、まちづくり計画の中で災害伝承や防災教育の拠点づくりの提案を行い、2022年（令和4年）8月に着工し、同年12月に竣工した。その後、翌2023年（令和5年）の9月1日（防災の日）に開館した。開館式典には被災者や市の関係者など約70人が出席した。

### 年表
特記の無い場合の出典。
- 2018年（平成30年）1月 - 「梅林学区復興まちづくりプラン」が完成し、市長に提出される。
- 2019年（平成31年）2月 - 「復興交流拠点施設整備構想」が完成する。
- 2020年（令和2年）11月 - 「復興交流拠点施設実施計画」が完成し、安佐南区長に提出される。
- 2021年（令和3年）12月 - 施設の管理を行っている、梅林学区復興まちづくり協議会が設立される。
- 2022年（令和4年）
  - 8月 - 施設が着工する[8]。同月、施設名称を決定[9]。
  - 12月 - 施設が竣工する。
- 2023年（令和5年）
  - 1月～8月 - 展示整備、初度備品の調達などが行われる。
  - 4月～8月 - 指定管理者の準備が行われる。
  - 9月1日 - 開館。

## 館内

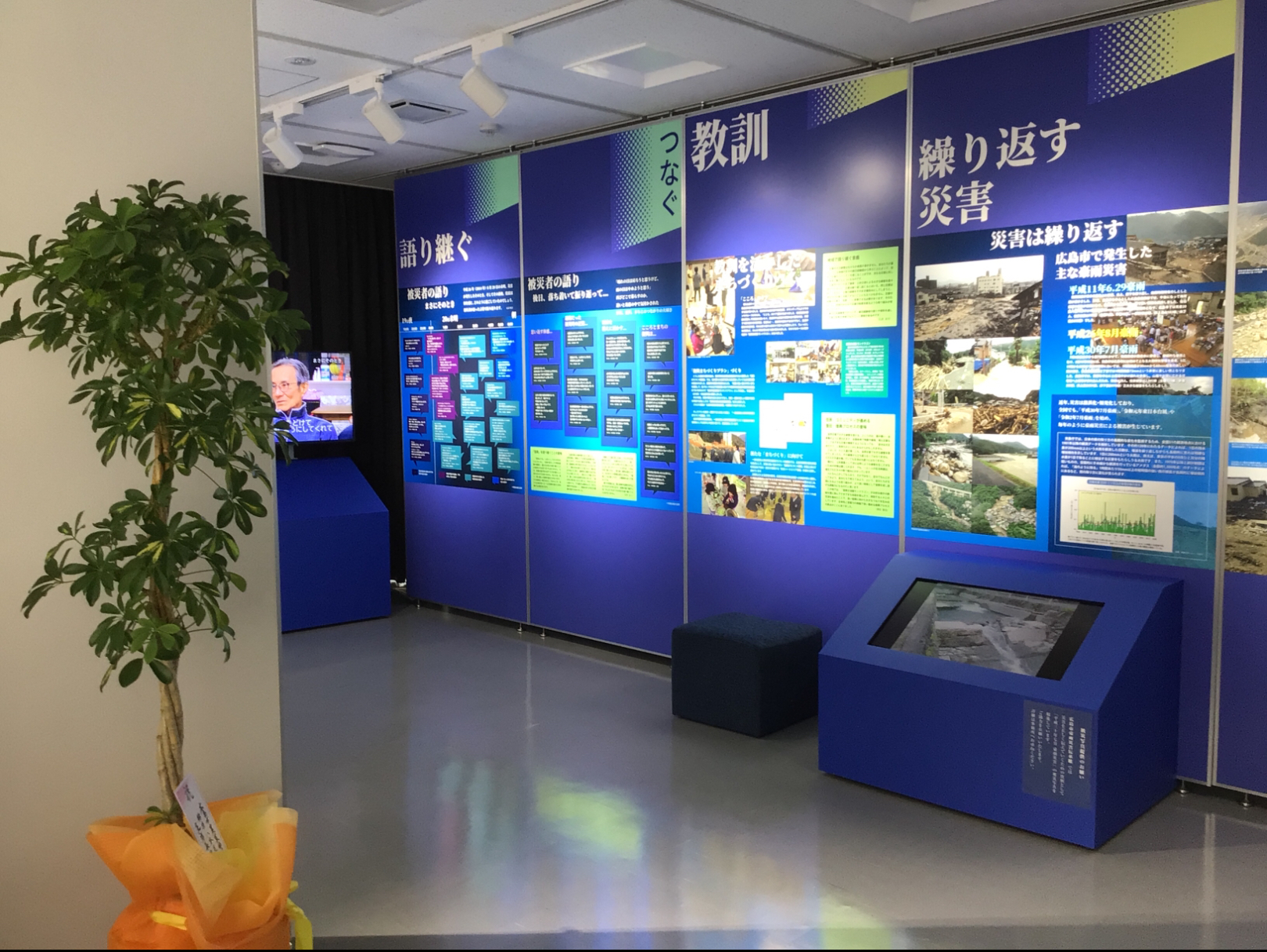
2階 展示エリア

- 研修室1～3 - 1階。避難所としての使用も想定されている[10]。
- 展示エリア - 2階
- 事務室 - 2階
- 衛生用品備蓄自動販売機 - 入口横に設置されている。普段は普通の自販機であるが、衛生用品が備蓄されているほか、災害時には飲料水などを無料で配布できるようになっている。中四国地方で初めて設置された[10]。

## 利用案内
- 所在地 - 広島県広島市安佐南区八木3丁目24-23
- 開館時間 - 10:00～17:00
- 休館日 - 月曜日、休日の翌日（直後の日曜日、土曜日または休日でない日）、8月6日、年末年始
- 入館料 - 無料
- 駐車場 - 普通車8台、身障者用2台

## 交通アクセス

### 自家用車の場合
- E2 山陽自動車道 広島ICから約12分

### 公共交通機関の場合
- JR可部線 梅林駅から徒歩7分（約550m）
- 広島交通バス 八木梅林バス停から徒歩7分（約550m）